# Saint-Louis-lès-Bitche
Saint-Louis-lès-Bitche (Duits:Münzthal-Sankt Louis) is een gemeente in het Franse departement Moselle (regio Grand Est) en telt 576 inwoners (2004). De plaats maakt deel uit van het arrondissement Sarreguemines.

## Geografie
De oppervlakte van Saint-Louis-lès-Bitche bedraagt 4,5 km², de bevolkingsdichtheid is 128,0 inwoners per km².
De onderstaande kaart toont de ligging van Saint-Louis-lès-Bitche met de belangrijkste infrastructuur en aangrenzende gemeenten.

## Geschiedenis
Deze landelijke gemeente ligt in het Regionaal natuurpark Vosges du Nord.
Haar ontstaan dankt zij evenwel aan de vestiging van een glasfabriek in 1586. De Dertigjarige Oorlog bracht grote vernielingen in de streek en de glasfabriek stopte ook. In 1767 verkregen twee advocaten de toelating van koning Lodewijk XV om de industrie terug op te starten. Ter ere van koning Lodewijk IX werd Saint-Louis de patroon van de fabriek. Rond de fabriek verschenen geleidelijk een kapel, woonst voor meesters en arbeiders, een molen en een zagerij. Later werd het een kristalfabriek, die op heden nog steeds actief is.

## Demografie
Onderstaande figuur toont het verloop van het inwonertal (bron: INSEE-tellingen).

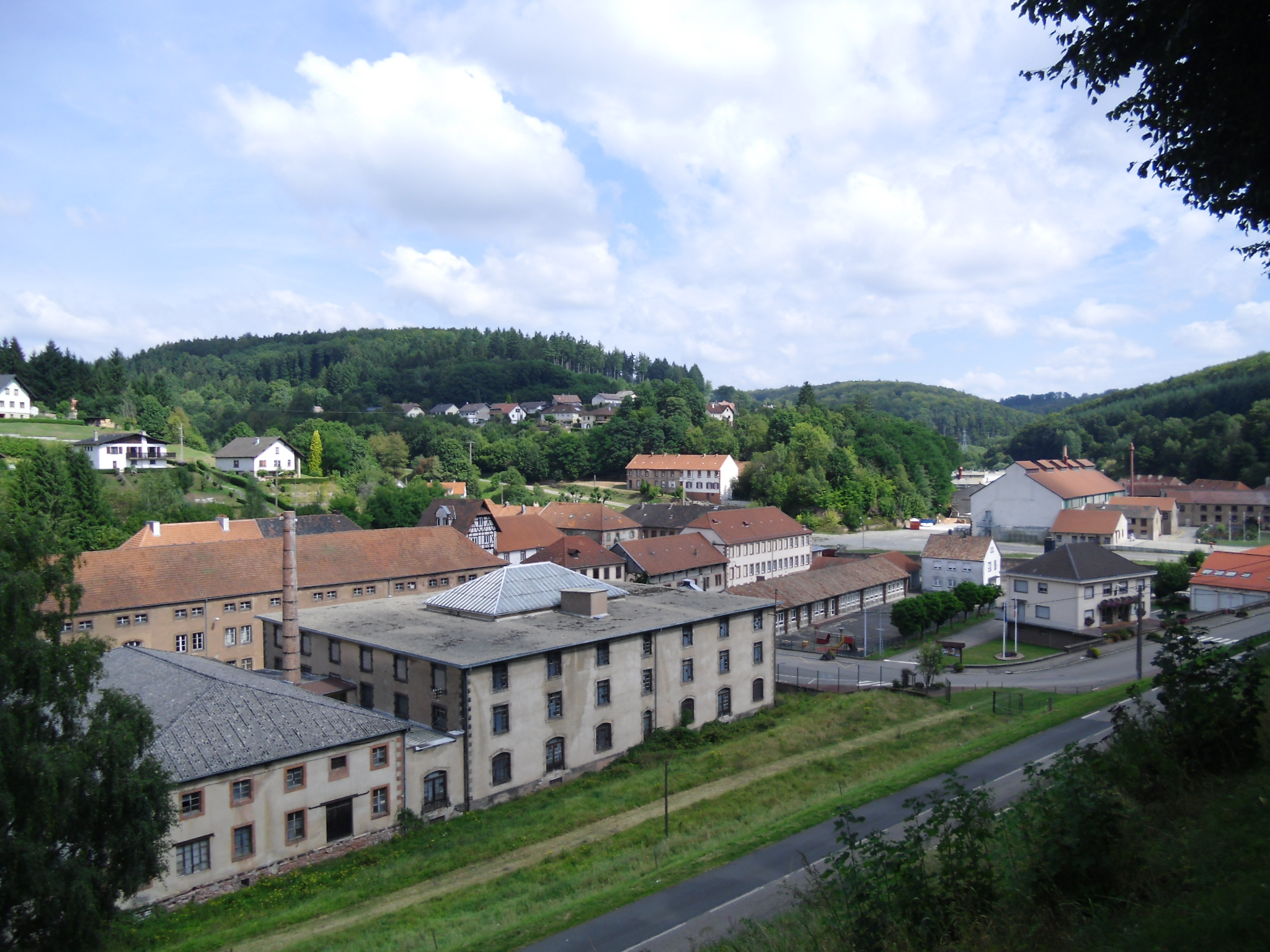
Munthal bij Saint-Louis-lès-Bitche
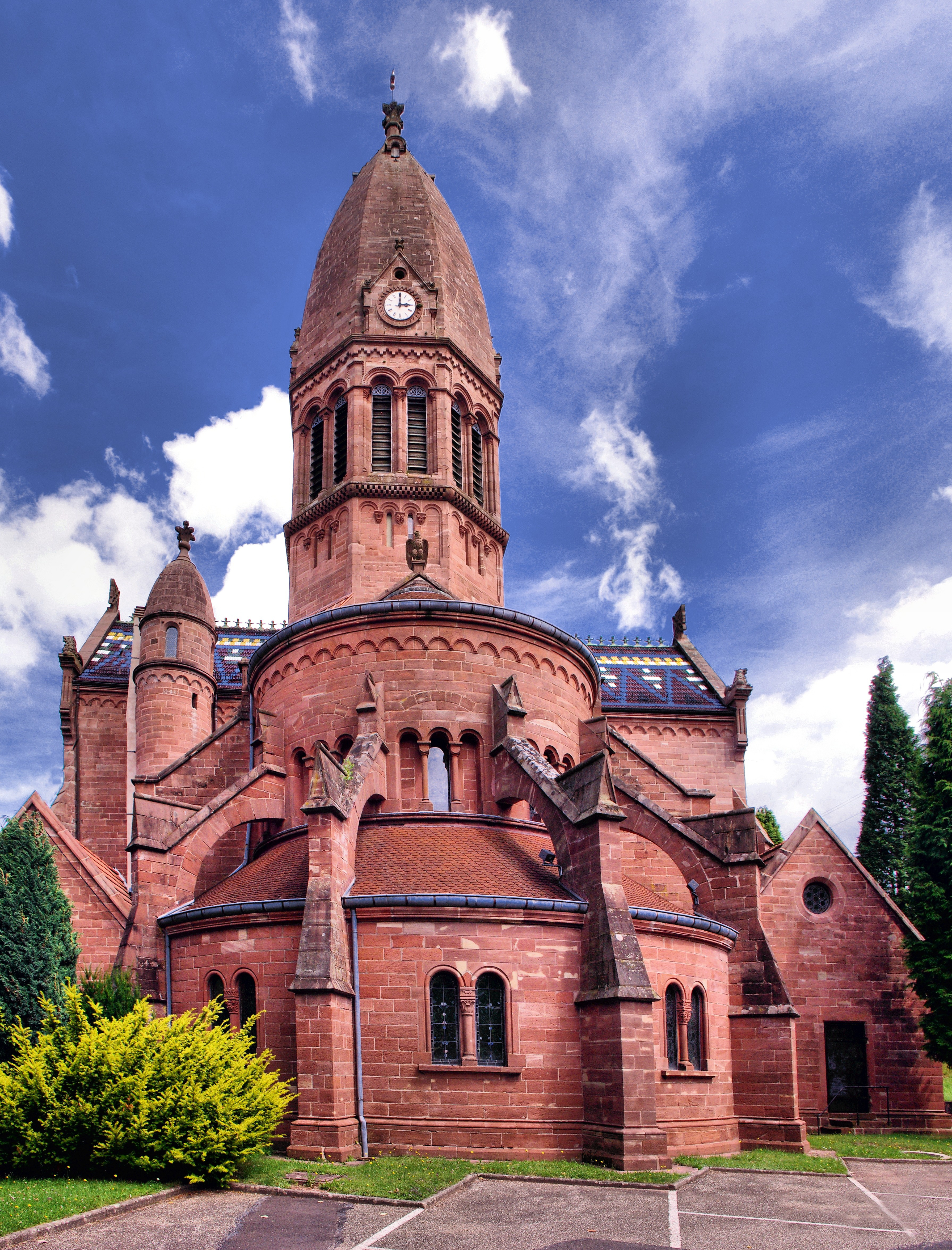
Kerk van Saint-Louis-lès-Bitche